# Naturschutzgebiet Hubbelrather Bachtal
Das Naturschutzgebiet Hubbelrather Bachtal liegt auf dem Gebiet der kreisfreien Stadt Düsseldorf in Nordrhein-Westfalen.
Das Gebiet erstreckt sich östlich der Kernstadt von Düsseldorf und nördlich der Kernstadt von Erkrath. Unweit westlich des Gebietes verläuft die Kreisstraße K 12, unweit östlich die A 3 und nördlich die B 7. Südlich grenzt auf dem Gebiet der Stadt Erkrath im Kreis Mettmann das 28 ha große Naturschutzgebiet Hubbelrather Bachtal mit der Kennung ME-039 an.

## Beschreibung
Das etwa 70 ha große Gebiet wurde im Jahr 1989 unter der Schlüsselnummer D-006 unter Naturschutz gestellt.
Der Fachinformationsdienst des Landesamtes für Natur, Umwelt und Verbraucherschutz in NRW beschreibt das Gebiet als „strukturreiches Gelände längs des Hubbelrather Baches beim Gestüt Mydlinghoven mit Wald-Grünlandkomplex. Nördlicher Zipfel des Gebietes mit Auwiesen und noch typischen Ausprägungen des Erlen-Eschenwaldes. Von Westen mündet ein weiterer Bach in einem Kastental mit brachliegendem oder extensiv genutztem, begleitendem Grünland ein. Die Hänge sind mit Gehölzen (Alter 60-150 Jahre) aus Buche, Eiche, Erle u. a. und mit viel Alt- und Totholz bestockt. Um das Gestüt Mydlinghoven wechseln Weiden und Buchenwälder mit eingestreuten Fichtenforsten einander ab. Das Gelände ist von starkem Relief mit unterschiedlicher Exposition geprägt, wobei der Buchenwald zumeist auf den Hängen des fast kerbtalartig ein- geschnittenen Geländes stockt. Strauch- und Krautschicht sind überwiegend nur gering ausgebildet. Das Grünland ist am Rande z. T. mit Hecken oder Gebüschen abgepflanzt. Direkt am Gestüt bestehen parkartige Grünanlagen. Der Bach fliesst recht naturnah, z. T. mäandrierend auf sandig-kiesigem bis steinigem Untergrund. Im Süden werden von ihm einige Teiche (auch Fischteiche) gespeist. Er durchfliesst hier in einer breiteren Aue Feuchtgrünland, das örtlich mit einem schön ausgeprägtem Seggenbestand ausgestattet ist. Im südlichen Zipfel wird der Bach von ausgedehnteren Schilfwiesen begleitet, hier auch Vorkommen von Riesenschachtelhalm. Die Steilhänge sind auch in diesem Bereich mit Wald bestanden. Im Südosten eine Allee aus ca. 80 - 120 Jahre alten Lindenbäumen“.
Gemäß dem Landschaftsplan (2020) der Stadt Düsseldorf erfolgt die Schutzausweisung aus folgenden Gründen:
1. zur Erhaltung beziehungsweise Wiederherstellung des reich strukturierten Bachtales mit seinen Feuchtwiesen und -weiden, Röhrichtflächen, Kleingewässern und Feuchtwiesen sowie den umgebenden naturnahen Buchenwäldern, mageren Hangwiesen und Weideflächen als Lebensstätte für Greifvögel, den Kleinspecht, den Eisvogel und die Wasseramsel,
2. zur Erhaltung der Lebensgemeinschaften von Teich- und Bergmolch, der Erdkröte, der Waldeidechse und der Blindschleiche,
3. aus wissenschaftlichen, naturgeschichtlichen und landeskundlichen Gründen und
4. wegen der besonderen landschaftlichen

Vielfalt und der hervorragenden Schönheit des Tales.

## Wanderwege
Das Hubbelrather Bachtal ist erst südlich der Hofschaft Höltgen bis zum Ortsrand Erkrath begehbar (Wanderweg Quadrat) – kombinierbar mit einer Runde durch das Morper Bachtal. Zwischen Höltgen und Gut Mylinghoven ist der ehemalige Weg völlig zugewachsen und mit umgestürzten Bäumen blockiert. Auch durch das obere Hubbelrather Bachtal führt keine markierte Wegeverbindung.

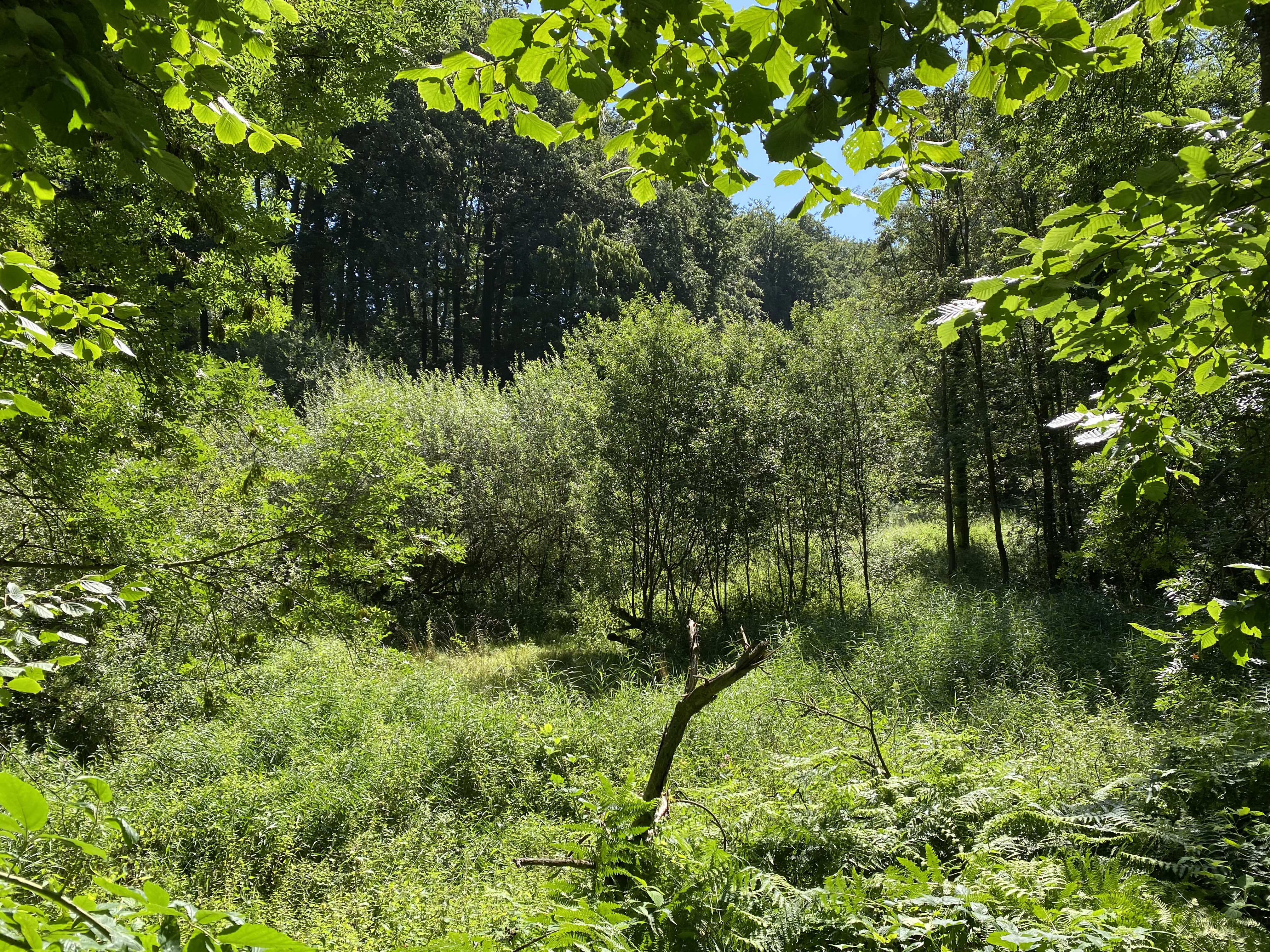
Hochstaudenflur und Auwald im Wechsel
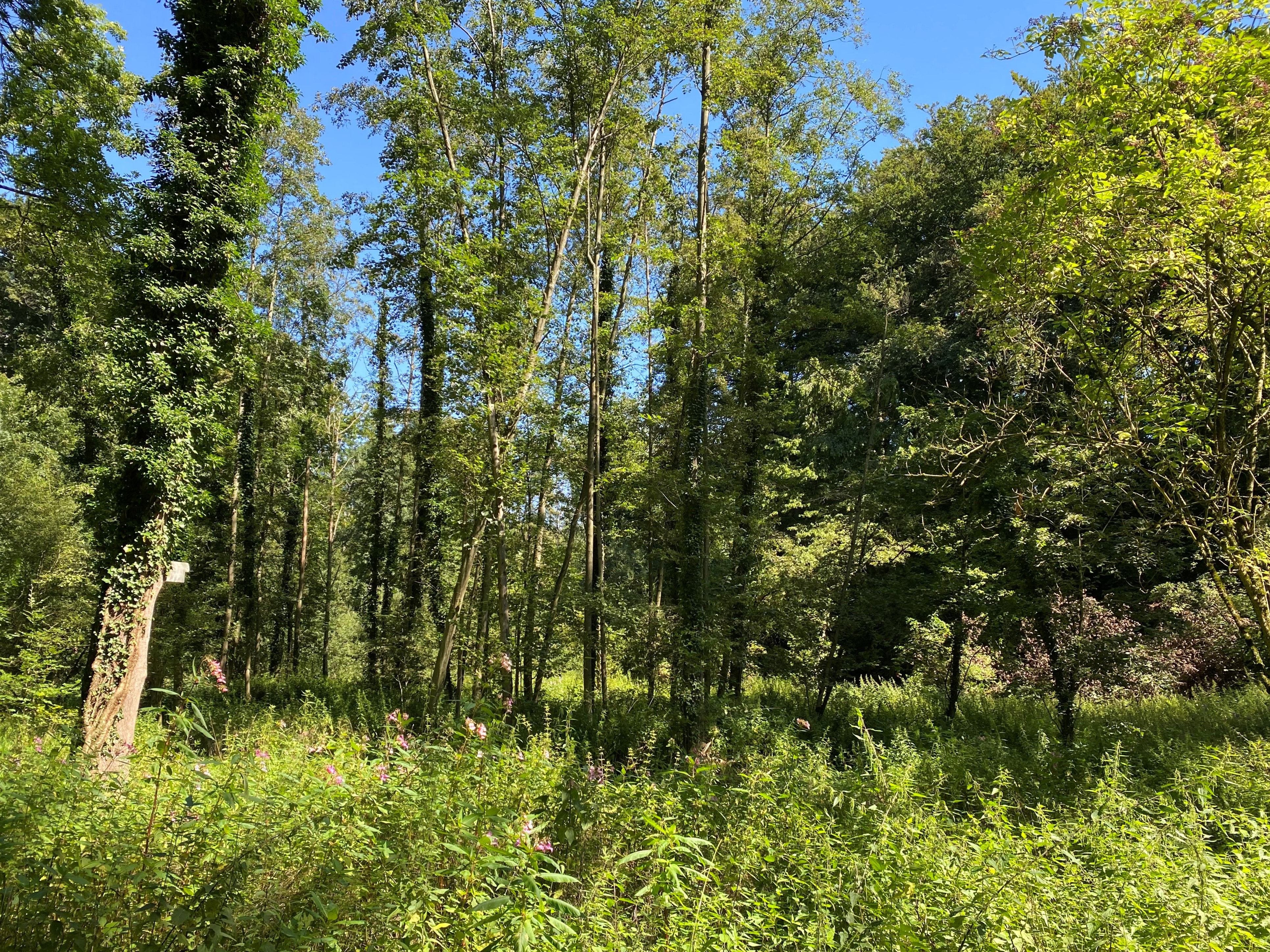
Erlen-Auwald
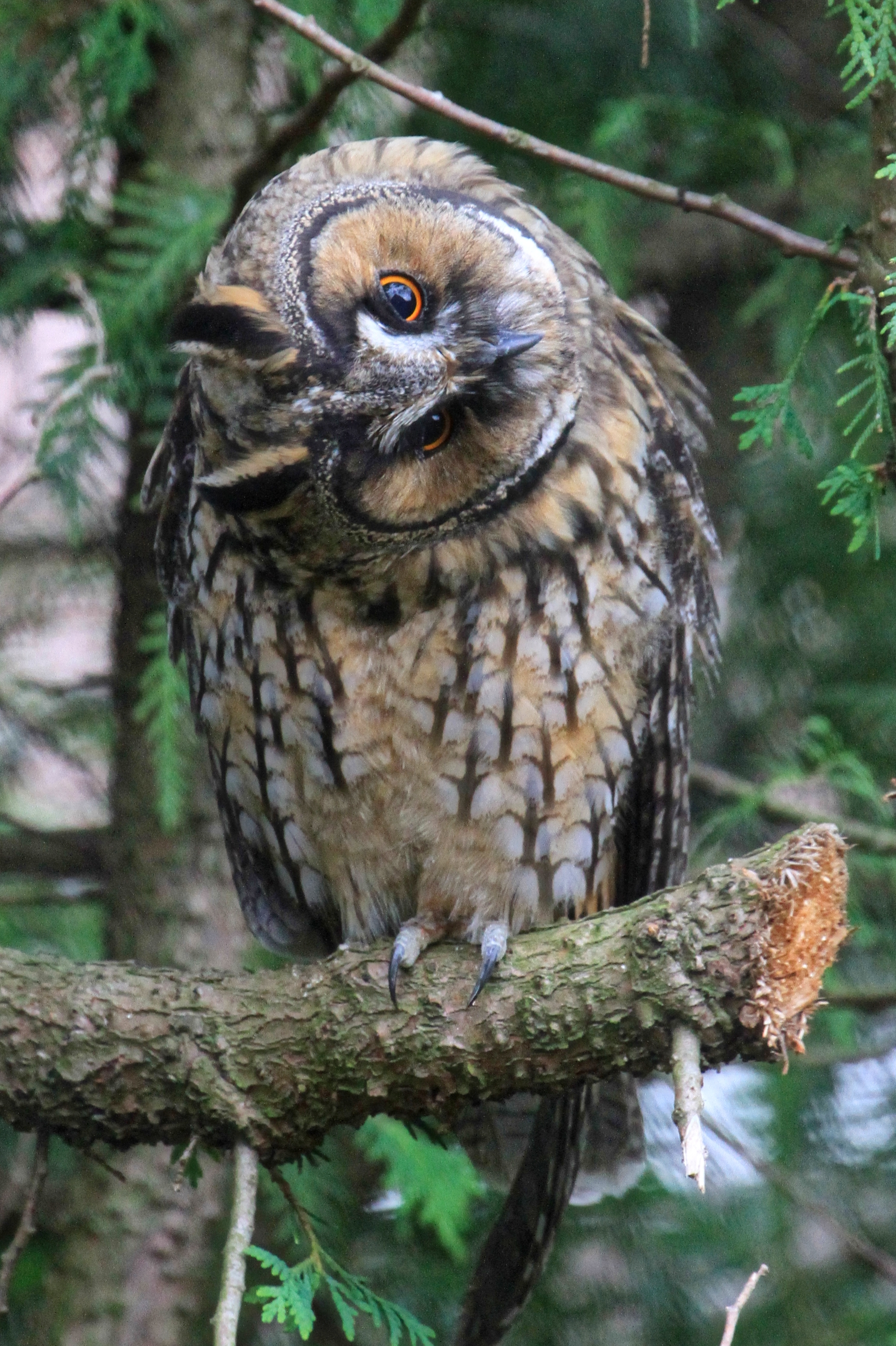
Waldohreule (Asio otus)
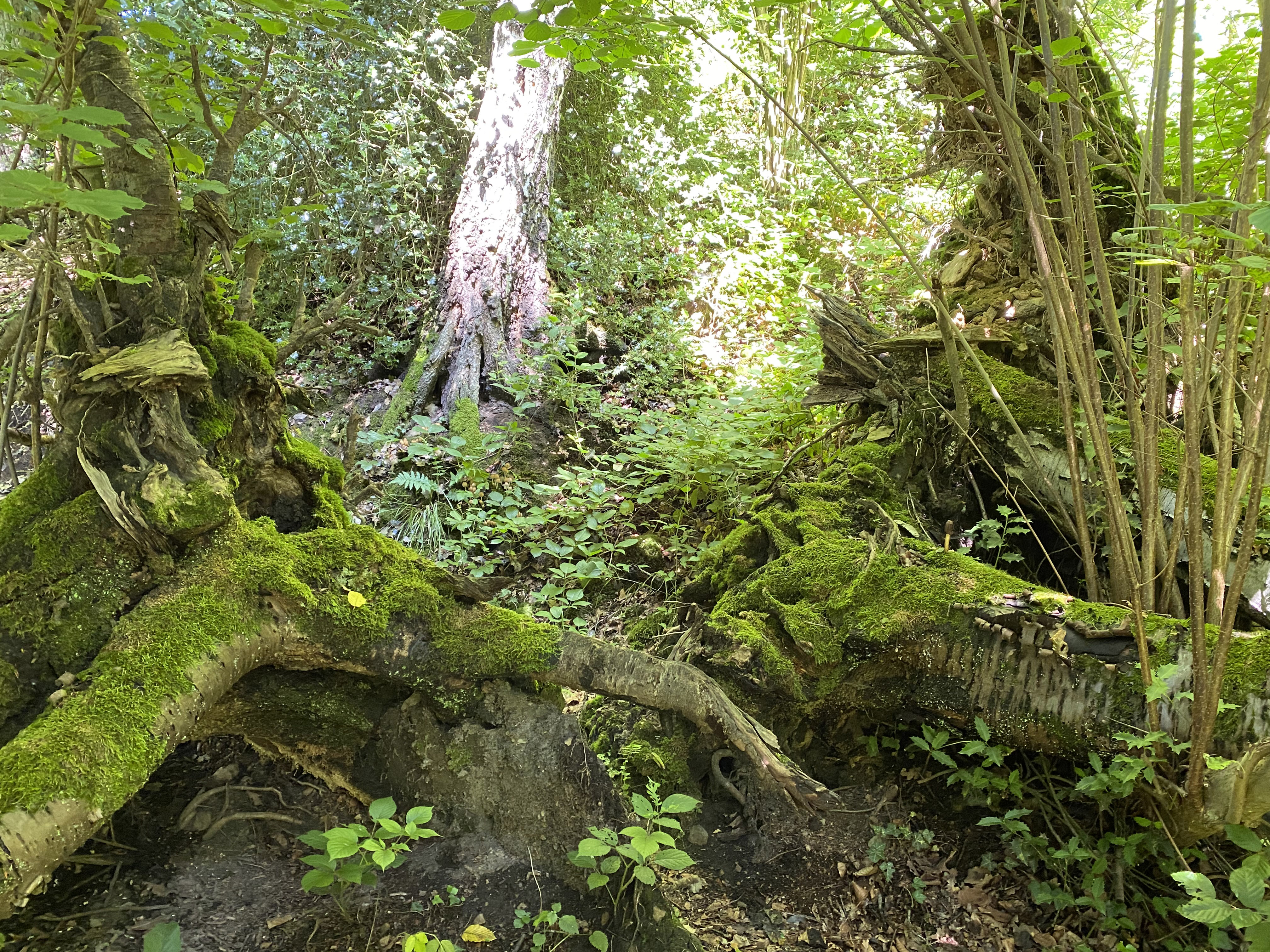
Totholz – wichtiger Bestandteil des NSG
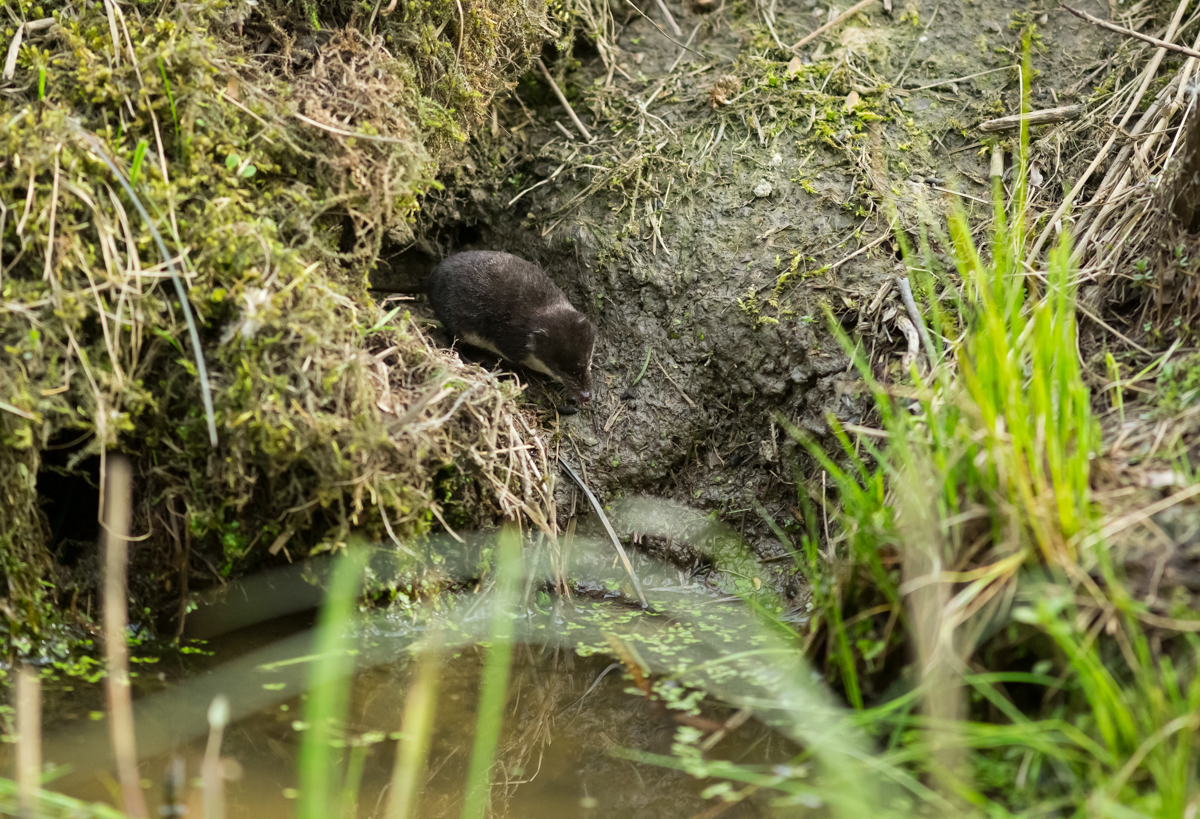
Wasserspitzmaus (Neomys fodiens)
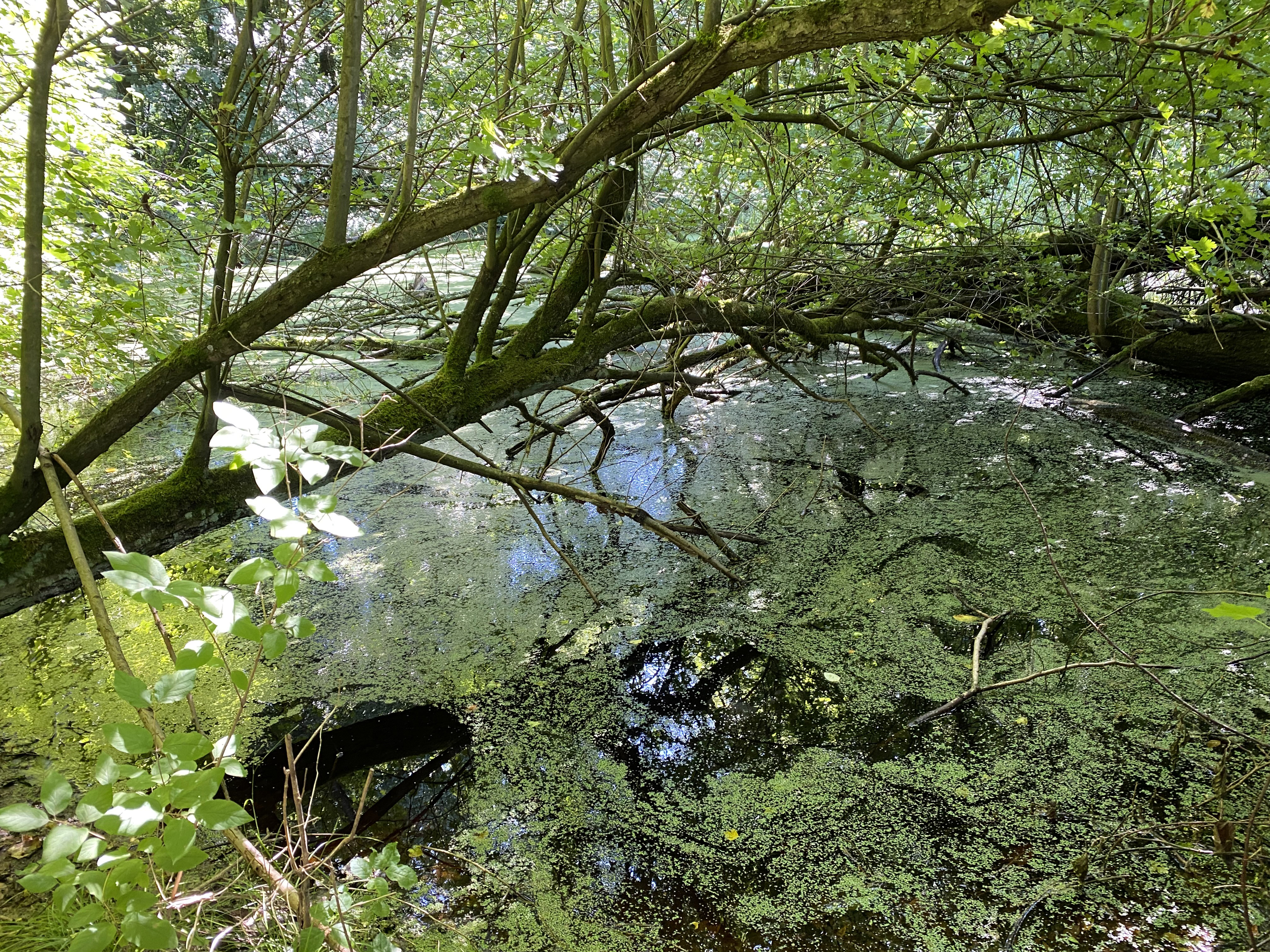
Feuchtbiotop
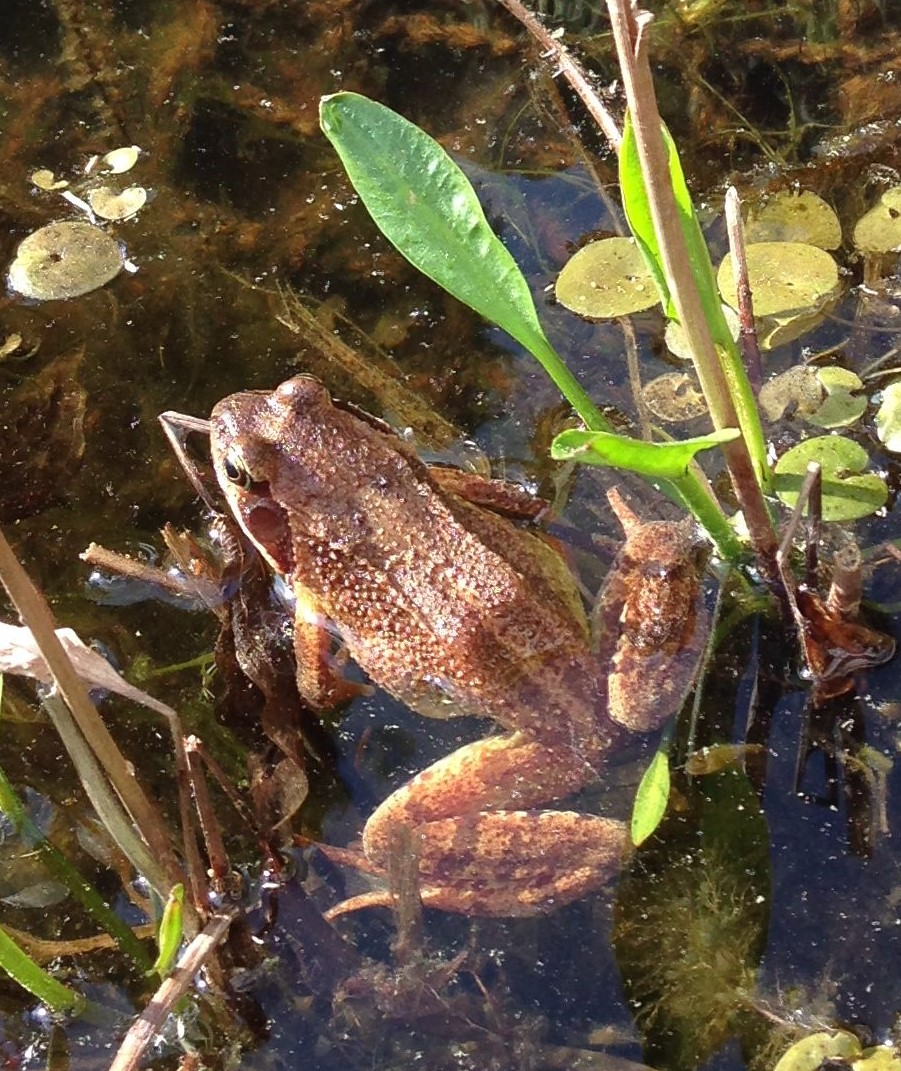
Grasfrosch (Rana temporaria).jpg
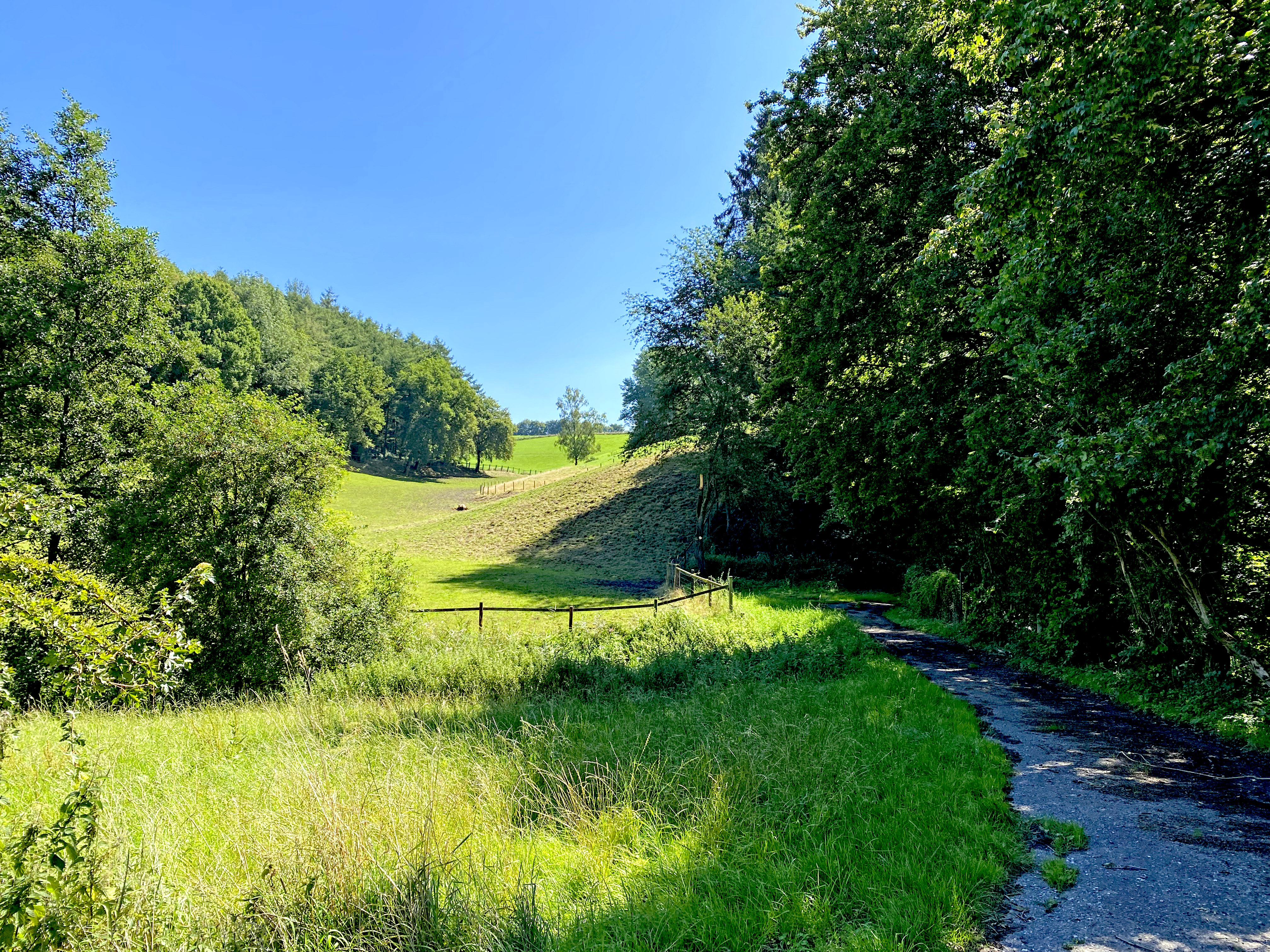
Landschaftsmosaik  am westlichen Hang
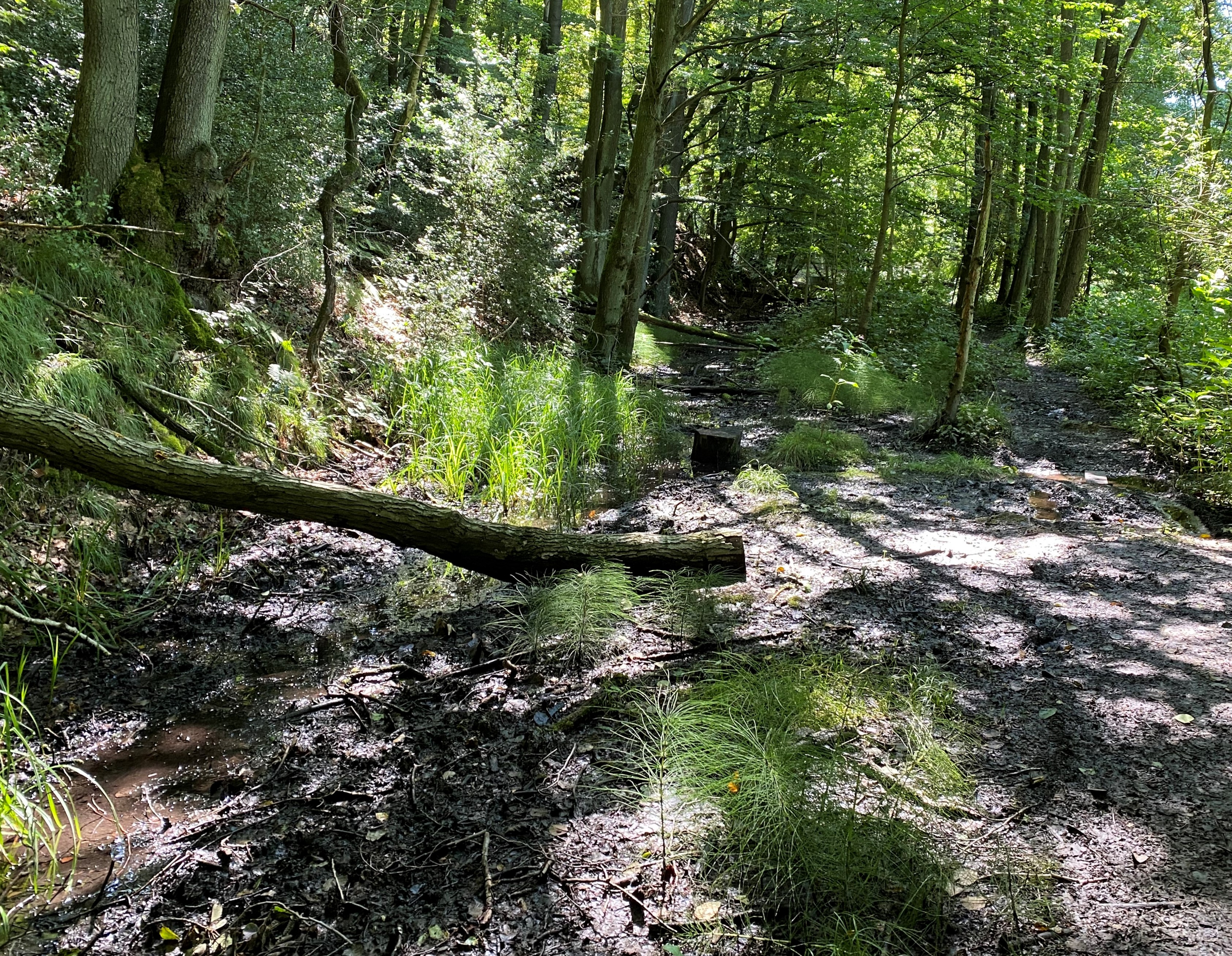
Habitat des Riesen-Schachtelhalms am Fuß des Buchenhanges (Ostseite)
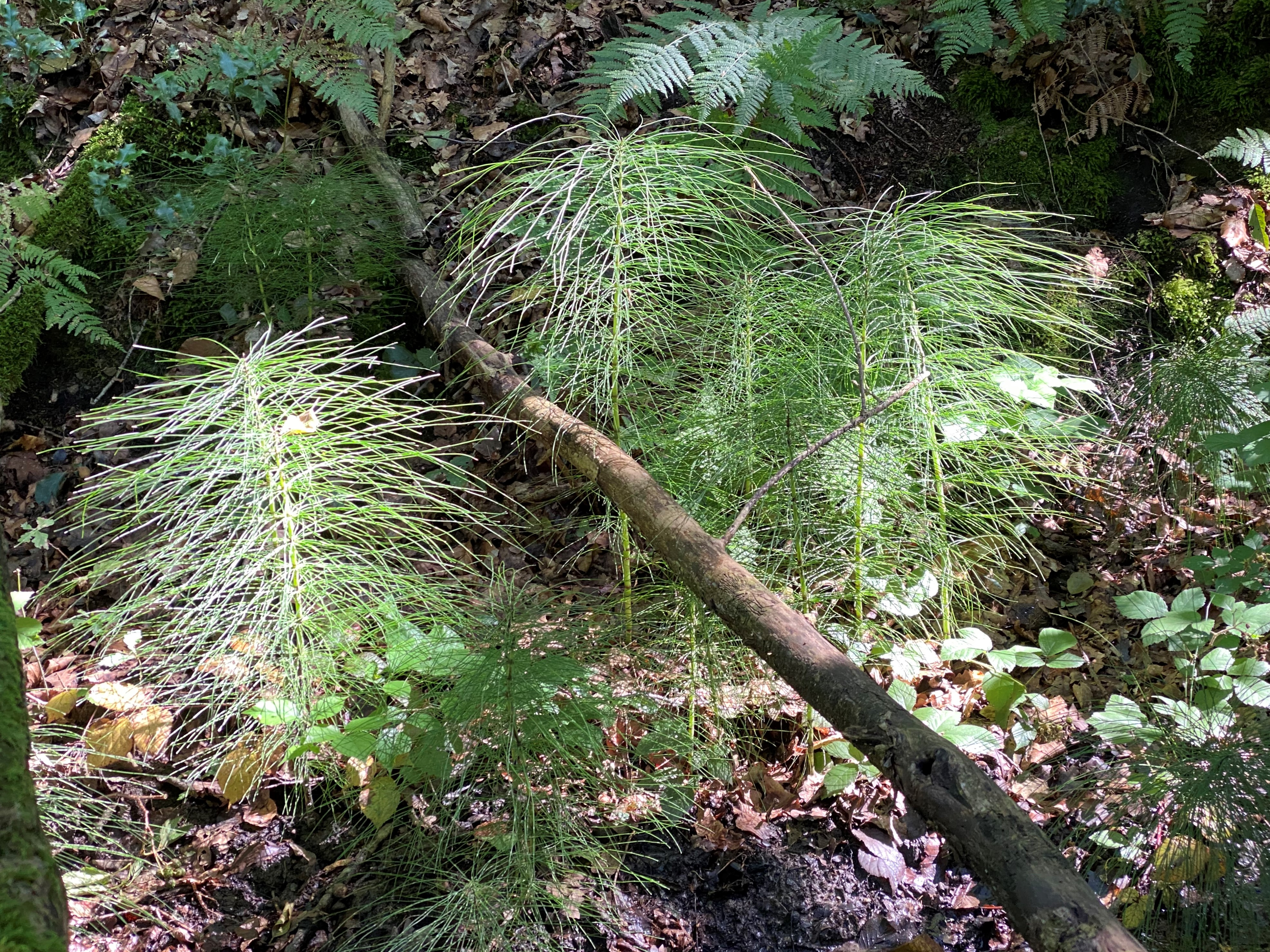
Riesen-Schachtelhalm (Equisetum telmateia) im Naturschutzgebiet Hubbelrather Bachtal
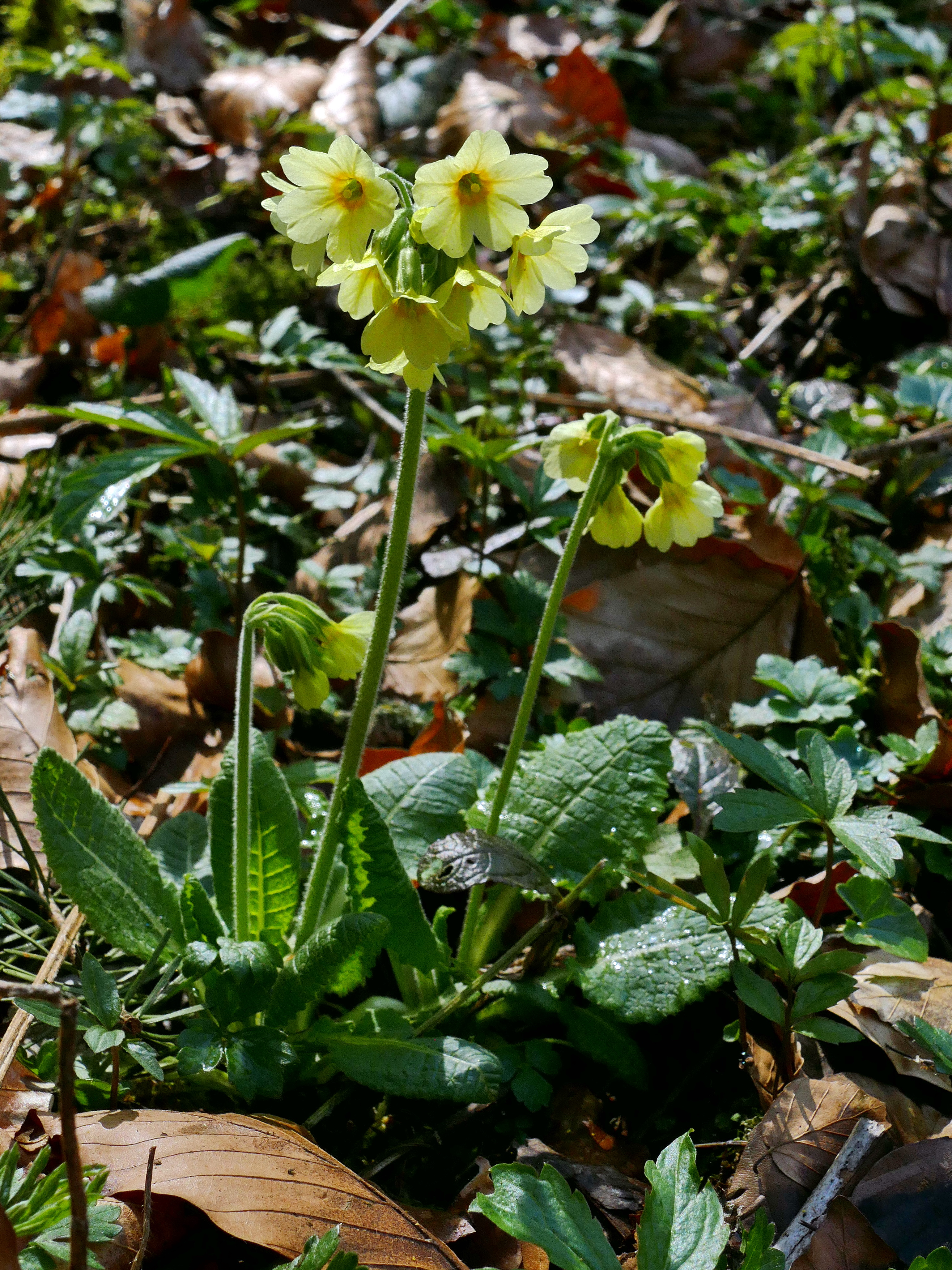
Hohe Schlüsselblume heimisch im NSG
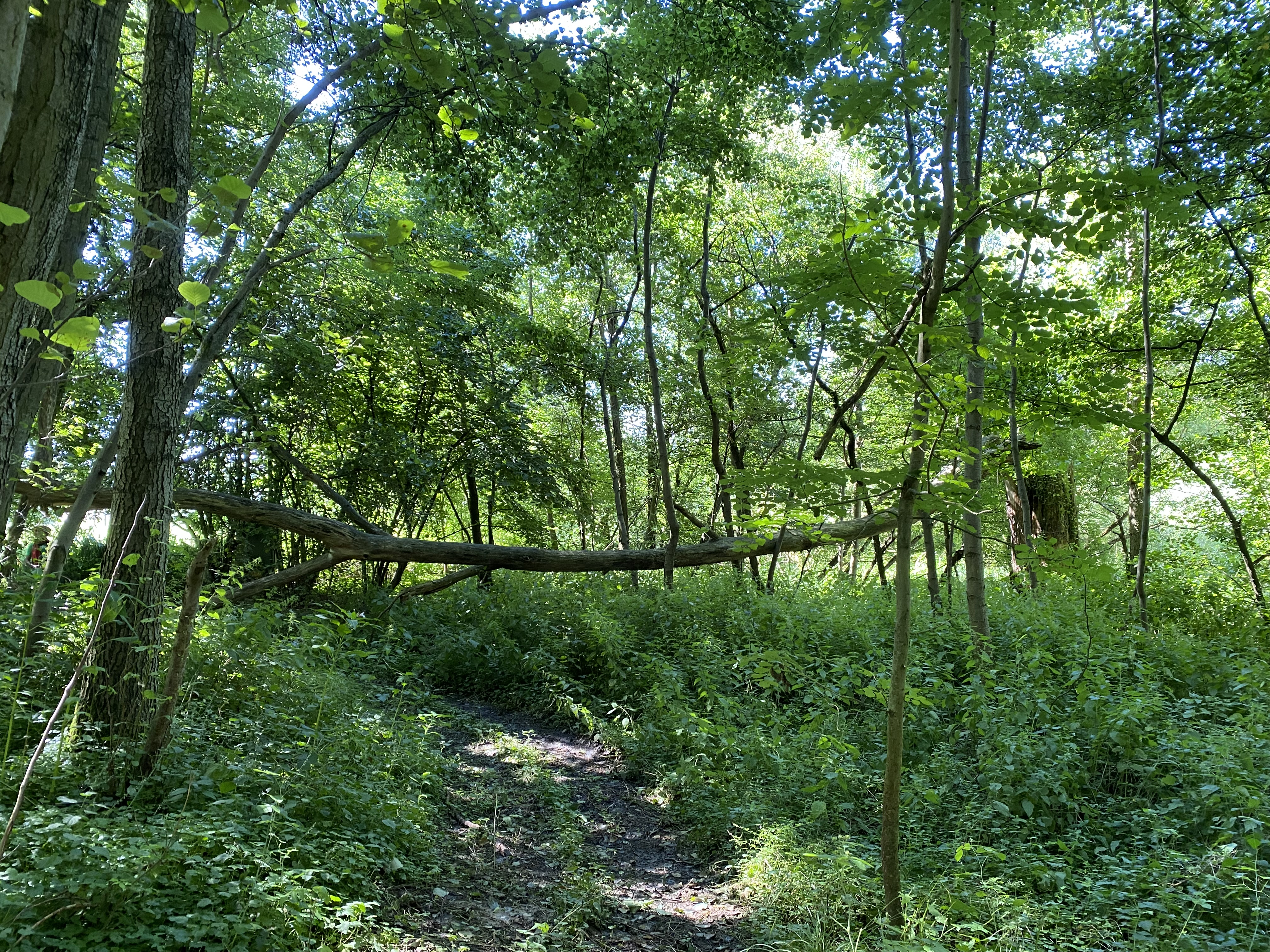
Erlen-Bruchwald am südlichen Ende des Hubbelrather Naturschutzgebietes (Düsseldorf)